# Distretto di Përmet
Il distretto di Përmet (in albanese: Rrethi i Përmetit) era uno dei 36 distretti amministrativi dell'Albania. 
Il distretto era situato a sudest dell'Albania e aveva una superficie di 929 km².
La riforma amministrativa del 2015 ha suddiviso il territorio dell'ex-distretto in 2 comuni: Këlcyrë e Përmet.
La regione di Përmet comprende la vallata del fiume Voiussa che si estende dal confine con la Grecia fino alla gola di Këlcyra ed è circondata da montagne elevate.  Ad ovest una catena che si eleva parallela al corso del fiume raggiunge i 2484 m s.l.m. con il monte Nëmërçkë e i 2090 m s.l.m. con il Mali i Dhëmbel, ad est i rilievi superano raramente i 1500 m s.l.m., il territorio è piuttosto isolato e difficilmente raggiungibile, una vasta parte della zona orientale dell'area fa parte del Parco nazionale di Hotova-Dangell.

## Geografia antropica

### Suddivisioni amministrative
Il distretto comprendeva 2 comuni urbani e 7 comuni rurali.

#### Comuni urbani
- Këlcyrë
- Përmet

#### Comuni rurali
- Ballaban
- Çarshovë
- Dishnicë (Deshnicë)
- Frashër
- Petran
- Qendër Piskovë
- Sukë